# Henryk VI, część 1

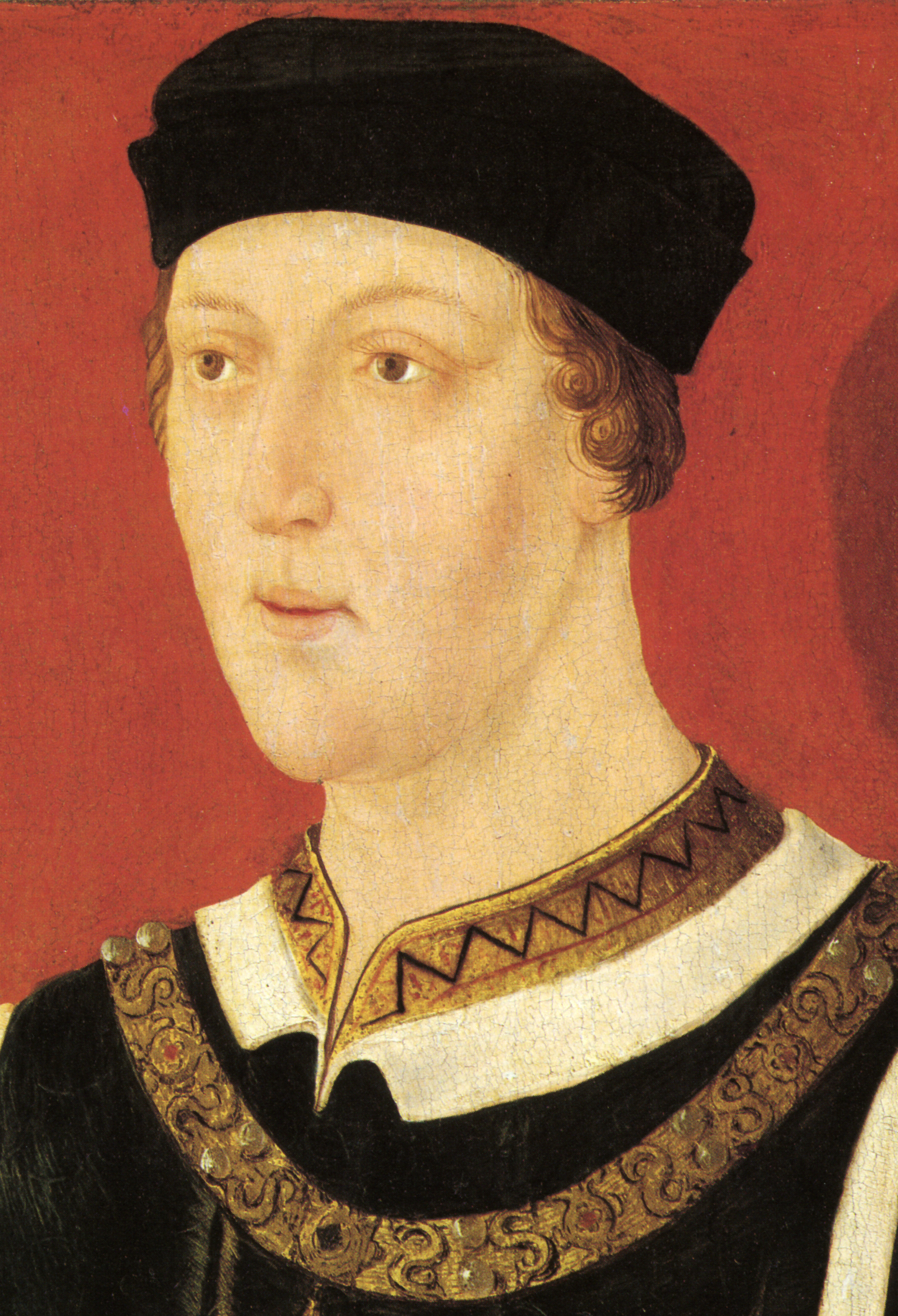
Henryk VI

Henryk VI, część 1 (ang. Henry VI, Part 1) – kronika, napisana przez Williama Shakespeare’a, będąca częścią pierwszej tetralogii. Opisuje losy króla Henryka VI.

## Publikacja, inscenizacja i autorstwo
Sztuka ta nie była publikowana przed Pierwszym Folio wydanym w 1623 roku. Można ją było także znaleźć w Fałszywym Folio. Po raz pierwszy wystawiana była w 1592 roku, jako jedna z pierwszych sztuk Szekspira. Po zwycięstwie nad hiszpańską Wielką Armadą w 1588 w Londynie było spore zapotrzebowanie na sztuki historyczne, stąd też powstanie pierwszej tetralogii.
Uważa się, że Szekspir nie był autorem całości tej sztuki, a jedynie jednym z co najmniej trzech pisarzy, którzy włączyli się w jej tworzenie. Badacze przyjmują, że poeta ze Stratford jest autorem nie więcej niż jej 20%, więc sformułowanie Szekspir używane w tym artykule powinno się rozumieć raczej jako Szekspir  autorzy. Trzeba pamiętać, że w XVI w. wspólne pisanie sztuk nie należało do rzadkości.

## Zgodność historyczna
W dużym stopniu sztuka ta pozostaje wierna autentycznym wydarzeniom historycznym, Szekspir nie ustrzegł się jednak posunięć mających na celu przypodobanie się publiczności. Po zwycięstwie pod Agincourt wojsko angielskie było uważane za zdecydowanie lepsze od francuskiego. Bohaterka narodowa Francuzów, Joanna d’Arc, przedstawiona jest jako wiedźma, pełna negatywnych cech.

## Fabuła
Akcja tego utworu rozgrywa się głównie w dwóch miejscach. We Francji, wojska angielskie muszą radzić sobie z oblężeniem Joanny d’Arc. Po jej pokonaniu, skazują ją na śmierć. W końcowych scenach tej części, Małgorzata Andegaweńska, inspirowana przez Williama de la Pole, ma poślubić króla Henryka, dzięki czemu hrabia chce uzyskać kontrolę nad władcą.
W Anglii zaś rodzi się konflikt Dwóch Róż, pomiędzy Lancasterami a Yorkami.